# Confédération française de l'encadrement - Confédération générale des cadres
Pour les articles homonymes, voir CFE et CGC.
La Confédération française de l'encadrement - Confédération générale des cadres (CFE-CGC) est un syndicat français de salariés fondé le 15 octobre 1944 sous le nom de Confédération générale des cadres (CGC), qui présente la caractéristique de défendre les intérêts d'une catégorie professionnelle spécifique, l'encadrement. Cette spécificité en fait un syndicat catégoriel ouvert aux cadres, ingénieurs, agents de maîtrise et forces de ventes tant dans le secteur privé que public.
La CFE-CGC faisait partie, jusqu'à la loi du 20 août 2008 des cinq confédérations de syndicat français de salariés considérées, par présomption irréfragable, comme représentatives par l'État. Depuis l'entrée en vigueur de la loi du 20 août 2008, la CFE-CGC a conservé son statut de syndicat représentatif au niveau national interprofessionnel. Cela lui permet de participer aux négociations nationales interprofessionnelles et d'être représentée dans les organismes paritaires.
La CFE-CGC se définit comme un syndicat de proposition prônant avant toute chose le dialogue et la négociation.
La CFE-CGC est adhérente de la Confédération européenne des cadres (CEC Euro Managers) et depuis juin 2014 observateur de la Confédération européenne des syndicats indépendants (CESI) qui regroupe essentiellement des organisations du secteur public en Europe.

## Histoire et chronologie

### L'émergence d'un syndicalisme «cadre»
Évoquer l'émergence d'un syndicalisme « cadre » conduit nécessairement à s'intéresser à la constitution du groupe social que constitue les cadres. Dans le contexte de la fin du XIXe, il s'agit d'un groupe social considéré comme relativement homogène qui se distingue par son appartenance d'une part aux salariés qui vendent leur force de travail et d'autre part à une élite confondue avec la bourgeoisie. Dans le face-à-face des salariés et des patrons, cette émergence « témoigne de l'affirmation sociale d'un salariat d'encadrement, qui ne s'identifie plus au patronat » selon François Vatin.
Selon le sociologue Boltanski le mot « cadre » ne s'impose que sous Vichy, même s'il apparaît avec le Front populaire. Nous pouvons d'ailleurs noter sur ce point que la Confédération générale des cadres de l'économie française (CGCEF) créée en février 1937 constitue la première organisation syndicale utilisant dans son titre le mot « cadre ».

### La Confédération générale des cadres (1944 - 1981)
Le 15 octobre 1944, est fondée à Paris salle Wagram la Confédération générale des cadres (CGC). Jean Ducros devient le premier Président de la confédération CGC constituée de 32 fédérations et syndicats de cadres dont la Fédération nationale des syndicats d'ingénieurs (FNSI), la Confédération générale des cadres de l'économie française (CGCE), le Groupe syndical des cadres diplômés (GSCD) et la Fédération des ingénieurs, agents de maîtrise et techniciens des industries mécaniques et métallurgiques (Fiatim). Les fondateurs de la CGC estiment que leurs intérêts sont trop distincts de ceux des autres salariés pour être portés par les organisations ouvrières.
Le 23 juin 1945, la CGC tient son premier congrès. De même dès 1945, la CGC cherche à être reconnue comme représentative sur le plan national par les pouvoirs publics au même titre que la Confédération générale du travail (CGT), représentativité qu'elle obtiendra à l'été 1946.
Le 14 mars 1947, est signée par la CGC, la Confédération française des travailleurs chrétiens (CFTC) et le Conseil national du patronat français (CNPF), la convention collective nationale qui met en place l'Association générale des institutions de retraite des cadres (AGIRC), le régime de retraite complémentaire pour les cadres.
En parallèle des balbutiements de la construction européenne, en 1951 à Paris la CGC crée aux côtés des syndicats de l’encadrement allemands (ULA) et italiens (CIDA), la Confédération internationale des cadres (CIC) qui donnera naissance en 1989 à la Confédération européenne des cadres (CEC Euro Managers) afin de pouvoir être représentés auprès des institutions européennes.
L'année 1955 est marquée par le décès en cours de mandat de Jean Ducros auquel succédera André Malterre, élu lors du 12e congrès de la CGC. Sous la présidence Malterre, qui durera quasiment deux décennies, trois piliers fondent l'action de la CGC :
- la défense d'un système de retraite particulier et la reconnaissance d'une spécificité « cadre » dans toutes les conventions collectives ;
- l'attachement à la hiérarchie des salaires ;
- la recherche de mesures fiscales favorables à l'encadrement.

Sur cette base l'action de la CGC est plus assimilable à celle d'un groupe d'intérêt plutôt qu'une organisation syndicale. Fin 1958, la CGC participe à la création de l’Union nationale interprofessionnelle pour l'emploi dans l'industrie et le commerce (Unedic) et de l'association pour l'emploi dans l'industrie et le commerce (Assédic). En 1959, elle se mobilise contre les atteintes répétées portées au pouvoir d’achat des cadres et en juin elle appelle ses adhérents à s'associer aux mouvements de grève dans la métallurgie et la fonction publique. Elle obtient un abattement de 20 % de l’impôt sur le revenu salarié et l’indexation des tranches.
Tout au long du printemps 1961, la CGC mobilise ses troupes pour défendre le régime de retraite des cadres menacé par un décret sur le plafond des cotisations sociales. Le 12 janvier 1962, Le Premier ministre garantit que la retraite des cadres ne sera pas menacée. Cette même année la CGC joue un rôle déterminant dans la création de l’Association pour le régime de retraite complémentaire des salariés (ARRCO). En mars 1962, est signé un accord sur le régime de retraite des agents de maîtrise.
Dans un contexte de développement du chômage, le 18 novembre 1966 est fondée par la CGC et le CNPF, l’Association pour l'emploi des cadres (APEC).
Lors des manifestations de mai 1968, la CGC cherche à assurer la liberté du travail et à obtenir que la poursuite de la grève soit décidée à vote secret. Elle cherche aussi à s'opposer à toute atteinte à la liberté des personnes (tout particulièrement la séquestration des cadres) et à assurer la sauvegarde des outils de production.
En rupture avec la position de la CGC lors de la conférence de Grenelle, l'UNCM et le SCIP (Syndicat des Cadres de l'Industrie du Pétrole) quittent la CGC en 1969 et fondent l'UCT (Union des Cadres et Techniciens). Après de longs conflits intérieurs, où les querelles d’hommes se superposaient à de vraies divergences de fond, la CGC semblait parvenue, en avril 1979, à prendre un nouveau départ symbolisé par l’élection à une très forte majorité de Jean Menu à la présidence de la CGC. Cette unité retrouvée se manifeste notamment par la réintégration de l'UNCM du SCIP en 1980.
En 1979, est instituée la section encadrement aux conseils des prud’hommes.

### La Confédération française de l'encadrement - Confédération générale des cadres (Depuis 1981)
En mai 1981, lors de son 25e congrès, la CGC devient la CFE-CGC, c.-à-d. : la Confédération Française de l’Encadrement - Confédération Générale des Cadres, s’ouvrant ainsi à l’ensemble de l'encadrement. Dans le contexte de l'alternance politique de 1981, la CFE-CGC s'oppose aux premières moutures des Lois Auroux et adopte la charte pour l'avenir qui, comme l'indique Dominique Andolfatto et Dominique Labbé dans leur histoire des syndicats, propose de dépasser une vision idéologique des relations sociales et de « réconcilier les Français, avec leur industrie, leur entreprise et leur travail ».
Au 26e congrès de 1984, Paul Marchelli est élu, avec 86 % des suffrages, président de la CGC.
En 1989, la Confédération internationale des cadres (CIC) donne naissance à la Confédération européenne des cadres (CEC European Managers).
À la suite des mauvais résultats aux élections prud’homales de 1987, la CFE-CGC réunit en 1988, des assises de la modernité et tente, dans le prolongement de son changement de nom intervenu en 1981, d'élargir son audience à l'ensemble des professionnels de l'entreprise.
En l'an 2000 est créé l'Observatoire du stress et l’Observatoire de la responsabilité sociétale des entreprises (Orse) par la CFE-CGC.
- 2001 : la CFE-CGC lance le « Baromètre cadres » ;
- 2002 : la CFE-CGC atteint 7 % des voix aux élections prud’homales ;
- 2003 : publication du 1er « Baromètre stress » ;
- 2004 : naissance du Réseau Équilibre en faveur de l'égalité professionnelle ;
- 2007 : lancement du site Handi CFE-CGC[12] ;
- 2008 : la CFE-CGC est la 1re organisation représentative dans l’encadrement aux élections prud’homales. Annonce d'un rapprochement avec l'Union nationale des syndicats autonomes[13] (UNSA) ;
- 2009 : la CFE-CGC communique sur les réseaux sociaux et renonce finalement à sa fusion avec l'UNSA ;
- 2010 : la CFE-CGC est reconnue organisation syndicale catégorielle et signe une convention cadre de coopération avec Sciences Po Aix-en-Provence ;
- 2011 : la CFE-CGC lance une grande consultation de toutes ses parties prenantes[14] visant à « Redonner du Sens à l'Entreprise », en partenariat avec l'Odis (Observatoire du dialogue et de l'intelligence sociale[15]).[réf. à confirmer] Elle est reconnue organisation syndicale catégorielle. Elle signe un partenariat avec les universités Paris-Dauphine et Versailles Saint-Quentin.
- 2012 : la CFE-CGC lance la première enquête nationale auprès des salariés de l’encadrement des TPE.

Le 35e congrès national se tient du 17 au 19 avril 2013, à Saint-Malo, et conduit à l'élection de Carole Couvert comme présidente de la CFE-CGC avec 59,7 % des voix contre 40,2 % à François Hommeril. Dès 2014, à l'initiative de sa présidente Carole Couvert, la CFE-CGC annonce vouloir changer de nom et fait appel à ses membres afin de trouver une nouvelle appellation pour le syndicat. Au terme de la consultation des militants sept noms sont retenus par la direction : Acliance, Agir&Vous, Altivox, Audace&Vous, Avocôté, Synaxia et Vox KH. Cependant, face au coût élevé de l'opération et au manque d'enthousiasme suscité par les sept propositions, Carole Couvert décide de reporter, puis d'abandonner définitivement le changement de nom du syndicat.
En 2016 au 36e Congrès national les 1er et 2 juin à Lyon, François Hommeril est élu président de la CFE-CGC avec 90,83 % des voix. Il convient de noter que Carole Couvert n’a pas pu briguer de second mandat dans la mesure où sa fédération d’origine, celle de l’énergie, a refusé de la représenter, jugeant qu’elle avait été « une erreur de casting ».
Le 37e congrès a eu lieu du 8 au 10 octobre 2019 à Deauville. François Hommeril a été réélu pour un deuxième mandat de trois ans, avec 91,79 % des voix.

### Histoire revendicative

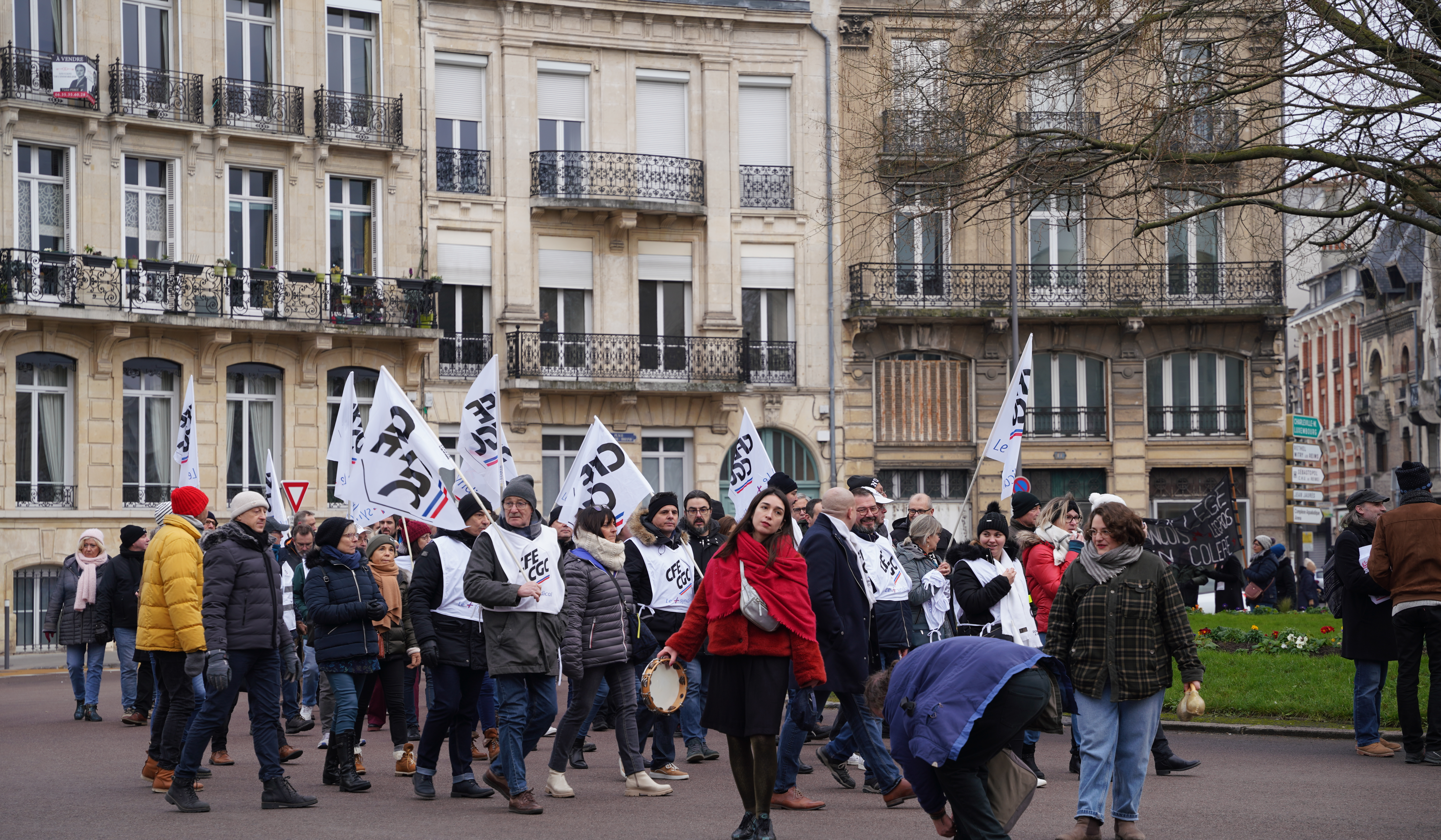
Action revendicative de militants en 2023.

La CFE-CGC a longtemps été perçue comme sous l'influence des partis de droite et l'alliée du patronat. Elle semble prendre un tournant plus revendicatif avec l'arrivée de Jean-Luc Cazettes comme président en 1999, prenant en compte les modifications sociologiques de l'encadrement, défendant notamment la réduction du temps de travail.
Dans les années 2010, la CFE-CGC est présente sur des thématiques comme :
- la santé au travail (notamment sur le stress et la souffrance au travail) ;
- les salaires de l'encadrement et le pouvoir d'achat ;
- les retraites ;
- l'égalité professionnelle ;
- la conciliation des temps de vie ;
- l'éthique et le développement durable.

La CFE-CGC apporte des propositions sur le financement du déficit de la Sécurité sociale en proposant la création d'une Cotisation sociale sur la consommation, et revendique une rénovation du dialogue social au sein des entreprises en demandant la reconnaissance du rôle du syndicalisme par l'instauration d'un contrat d'engagement social. Elle demeure toutefois un syndicat en décalage avec d'autres revendications, notamment sur la fiscalité, où l'on retrouve une vision très catégorielle.
La CFE-CGC est aux côtés de la CFDT, de la CFTC et du MEDEF dans la majorité de gestion de la CNAM et de l'Unédic. Elle préside actuellement l'APEC.
La CFE-CGC a formulé des propositions pour réformer le système de la retraite en France et participé aux cinq grandes journées de grèves contre la réforme française des retraites de 2010. Selon la CFE-CGC, l’ensemble du financement de la protection sociale est à revoir et « il est crucial de trouver de nouvelles sources de financement » qui reposent sur une autre assiette que la masse salariale. Elle dénonce la plupart des mesures prises par le ministre du Travail Éric Woerth dans le cadre de la réforme 2010 des retraites en France.

## Organisation et instances

### Les instances
Les instances de la CFE-CGC s'organisent en domaine professionnel et interprofessionnel selon une logique double intégration.

#### Le domaine professionnel

##### Les sections syndicales d'entreprises (SSE)
La CFE-CGC compte plus de 10 000 sections syndicales d'entreprises, elles constituent le socle du militantisme CFE-CGC.

##### Les syndicats
Les syndicats sont structurés par secteur professionnel auxquels peut s'ajouter, notamment au sein des grosses fédérations, un découpage géographique.

##### Les fédérations nationales (27)
Les syndicats sont regroupés au sein de 27 fédérations dont le champ de compétence est la branche d'activité.
- Fédération de l'agroalimentaire (CFE-CGC Agro) ;
- Fédération de l'eau et de l'assainissement (FDEA CFE-CGC) ;
- Fédération de l’assurance ;
- Fédération de la chimie ;
- Fédération de la construction ;
- Fédération de la culture, communication et spectacle (FCCS CFE-CGC) ;
- Fédération des forces de vente (CSN CFE-CGC) ;
- Fédération des métiers de l'aérien (FNEMA CFE-CGC) ;
- Fédération des métiers de la finance et de la banque (SNB Services) ;
- Fédération des services publics (CFE-CGC FP, notamment Alliance Police nationale) ;
- Fédération des transports ;
- Fédération du commerce et des services (FNECS CFE-CGC) ;
- Fédération encadrement mines (FNEM CFE-CGC) ;
- Fédération énergies CFE-CGC ;
- Fédération CFE-CGC Enermine & Industries Transverses, regroupant les syndicats CFE-CGC Pétrole & Énergies Nouvelles, FIBOPA (syndicat des secteurs du bois et du papier-carton), SNCH (Syndicat National du Chauffage), BRGM (Bureau de Recherches Géologiques et Minières) et les Syndicats des Mineurs. Adhérent à Industriall.
- Fédération medias 2000 (Médias CFE-CGC) ;
- Fédération métallurgie (regroupe 6 syndicats nationaux : AED, Sidérurgie, SNEPIE, SNNUC, SICTAM et Naval group) ;
- Fédération nationale CFE-CGC des ports et chambres de commerce et d'industrie (SNECA) ;
- Fédération nationale de l'hôtellerie-restauration-sports (CFE-CGC INOVA) ;
- Fédération nationale du personnel de l'encadrement des sociétés de service informatique (FIECI) ;
- Syndicat national CFE-CGC des cadres au service de l'emploi (CFE-CGC Apec) ;
- Union protection sociale santé CFE-CGC (UP2S santé) ;
- Union protection sociale santé CFE-CGC (UP2S sécurité sociale) ;
- Union protection sociale santé des Institutions de Prévoyance et de Retraite Complémentaire et Régimes (UP2S IPRC) ;
- Union territoriale CFE-CGC de Nouvelle-Calédonie.

#### Le domaine interprofessionnel
- L'union locale (UL)
- L'union départementale (UD)
- L'union régionale (UR)
- La Confédération

Cette implantation à différents niveaux permet à la CFE-CGC d'être présente au sein d'organismes paritaires (Sécurité sociale, CAF, Unédic, APEC, etc.), où elle est l'interlocutrice des pouvoirs publics.

### Directions

#### Présidents
- Jean Ducros : 1944-1955 (décès en cours de mandat le 2 juillet 1955, intérim assuré par...)
- André Malterre : 1956-1975 (élu en avril 1956 lors du 12e congrès)[24]
- Yvan Charpentié : 1975-1979 (élu lors du 22e congrès à Paris du 27 au 29 juin 1975)
- Jean Menu : 1979-1984 (élu en avril 1979 lors du 24e congrès à Versailles)
- Paul Marchelli : 1984-1993 (élu lors du 26e congrès qui se tient à Versailles du 17 au 19 mai 1984)
- Marc Vilbenoît : 1993-1999 (élu en octobre 1993 lors du 29e congrès)
- Jean-Luc Cazettes : 1999-2005 (élu au congrès de Tours du 16 au 18 juin 1999 - décès en cours de mandat le 10 septembre 2005, interim assuré par Jean-Louis Walter)
- Bernard Van Craeynest : 2005-2013 (élu le 22 décembre 2005)
- Carole Couvert : 2013-2016 (élue lors du 35e congrès du 17 au 19 avril 2013 à Saint-Malo)
- François Hommeril : depuis 2016 (élu lors du 36e congrès à Lyon les 1er et 2 juin 2016, réélu lors du 37e congrès à Deauville le 9 octobre 2019, puis à Tours le 22 mars 2023[25]).

#### Secrétaires généraux
- Yves Fournis : 1944-19..
- André Malterre : 1950-1956[24]
- Gilbert Nasse : 1956-1966 (démission, intérim assuré par Robert Gondouin)[26]
- Robert Gondouin : 1966-1968 (décès en cours de mandat, intérim assuré par Corentin Calvez)[8]
- Jean Menu : 1973-1975
- Marc Vilbenoît : 19..-1993
- Chantal Cumunel : 1993-1996
- Claude Cambus : 1996- 1999
- Jean-Louis Walter : 1999-2006
- Gérard Labrune : 2006-2009
- Carole Couvert : 2009-2013
- Marie-Françoise Leflon : 2013-2016
- Alain Giffard : 2016-2019
- Gérard Mardiné : 2019-2023
- Jean-Philippe Tanghe : depuis le 22 mars 2023[25]

#### Trésoriers nationaux
- Jean-Philippe Tanghe : 2019-2023
- Farida Karad : depuis le 22 mars 2023[25]

### Le centre de formation syndicale (CFS)
Créé en 1959, le Centre de formation syndicale de la CFE-CGC opère la dissociation entre le perfectionnement ouvert à tous et une formation syndicale confédérale au profit des seuls syndiqués.

## La question de la représentativité

### Les élections prud'homales
Dans le cadre du renouvellement des conseils de prud'hommes en 2017, les conseillers ne sont désormais plus élus mais désignés sur proposition des organisations syndicales et patronales représentatives en fonction de leur audience respective. Ils sont nommés pour un mandat de quatre ans.
Afin d'assister et représenter le salarié qui le souhaite devant le conseil des prud'hommes, la loi a créé le statut de défenseur syndical. Ce dernier bénéficie d'autorisations d'absence rémunérées et devient un salarié protégé.
Lors des élections prud'homales de 2008, la CFE-CGC a recueilli 8,2 % tous collèges confondus (5e organisation), dont 27,9 % des voix dans le collège encadrement dont elle est la première organisation, devant la CFDT.
Selon les chiffres du Haut conseil du dialogue social publiés en mars 2017, la CFDT se hisse pour la première fois en tête des élections professionnelles tenues de 2013 à 2016 avec 26,37 % des voix (+ 0,37 par rapport à 2013) devant la CGT 24,85 % (- 1,92 point), FO 15,59 % (- 0,35), la CFE-CGC 10,67 % (+ 1,24 point), la CFTC 9,49 % (+ 0,19), l’UNSA 5,35 % (+ 1,09) et Solidaires 3,46 % (- 0,01). Le poids relatif (retenu pour les seules organisations représentatives au niveau national) est de 30,32 % pour la CFDT, 28,57 % pour la CGT, 17,93 % pour FO, 12,27 % pour la CFE-CGC et 10,91 % pour la CFTC.
| Organisation syndicale | 1987 | 1992 | 1997 | 2002 | 2008   |
| ---------------------- | ---- | ---- | ---- | ---- | ------ |
| CFE-CGC                | 7,44 | 6,95 | 5,93 | 7,01 | 8,20 % |

Résultats 2008/2002 par collège :
- industrie : 5,2 / 4,7 % ;
- commerce : 5,1 / 4,5 % ;
- agriculture : 7,7 / 5,6 % ;
- activités diverses : 5,0 / 4,0 % ;
- encadrement : 27,8 / 22,8 % ;
- global : 8,2 / 7,0 %.

### Les nouvelles règles de représentativité
À l'occasion de son congrès de 2006, la CFE-CGC a exprimé son opposition à une appréciation de la représentativité des organisations syndicales uniquement basée sur les élections professionnelles.
En effet, depuis la loi « portant rénovation de la démocratie sociale » publiée au Journal officiel du 21 août 2008, les règles de représentativité syndicale ont changé. Désormais, ce sont les résultats aux élections professionnelles qui conditionnent, au niveau des entreprises de plus de six salariés ainsi que dans les branches professionnelles et au niveau interprofessionnel, la représentativité syndicale.